# いますぐに…
「いますぐに…」は、AZUの5枚目のシングル。

## 解説
- 初回盤には「時間よとまれ feat.SEAMO」のPVが収録されたDVD付き。
- CD発売前に着うたが先行配信された。
- PVには佐藤智仁（現・佐藤祐基）が出演している。

## 収録曲
1. いますぐに…
作詞：AZU 作曲：藤本 和則・羽山 匠・AZU
2. 恋におちて -Fall in love-
作詞：Reiko Yugawa 作曲：Akiko Kobayashi
AZUが初めてプロデュースを手掛けた曲。
小林明子の「恋におちて -Fall in love-」のカヴァー。
3. いますぐに…(Instrumental)
4. 恋におちて -Fall in love-(INSTRUMENTAL)